# Cifolordosis
La cifolordosis es la combinación de dos desviaciones de la columna vertebral como son la cifosis (aumento de la curvatura dorsal de convexidad posterior normal) y la lordosis (el incremento de la concavidad posterior de la columna lumbar y cervical). La combinación de ambas se produce en un alto grado, provocando una curvatura anormal considerada patología común de la mala postura.